# Shehita
La shehita (hébreu : שְׁחִיטָה « occision ») est le rite juif d'abattage par jugulation qui rend les animaux (bétail, gibier et volaille) purs, propres à la consommation alimentaire et, anciennement, à être offerts devant Dieu. Les poissons et insectes autorisés à la consommation en sont exemptés.
L'acte est accompli par un shohet, spécialiste dûment autorisé et formé aux lois de la shehita. Il coupe, au moyen d'un couteau particulier, la trachée, l'œsophage, les artères carotides et les veines jugulaires ; la bête abattue est suspendue la tête en bas de façon qu'elle se vide de son sang.
Une bête incorrectement abattue a le statut de nevela (« charogne ») ; une bête morte sans abattage ou impropre à être abattue (quand bien même le défaut qui la rend impropre a été découvert après l'abattage) a celui de treifa (« déchirée »). Toutes deux sont inconsommables.
La shehita est suivie d'autres procédures destinées à séparer la viande consommable des parties prohibées par la Bible hébraïque, telles que le sang, le suif et les tendons.
La Loi juive prescrit de réaliser la shehita dans le respect des animaux et en leur évitant de souffrir. Elle a cependant fait l'objet à plusieurs reprises depuis le XIXe siècle de polémiques menées par les défenseurs des droits des animaux qui ont souligné l'absence d'étourdissement avant abattage et ont demandé son abolition. La shehita et son pendant islamique, la Dhabiha, ont été au centre d'un débat en France en 2012 sur les risques sanitaires de l'abattage rituel.

## Lashehitadans les sources juives
La prescription de l'abattage selon des règles établies est déduite de Deutéronome 12:20-21 (« Quand … tu diras "je voudrais manger de la viande" …, tu pourras tuer de ton gros ou menu bétail … de la manière que je t'ai prescrite »), bien qu'aucun détail ne figure quant à cette « manière que je t'ai prescrite ». La Torah énonce cependant diverses lois sur la façon de traiter les carcasses : seuls les animaux que la Torah qualifie de « purs » et « sans défauts » peuvent être abattus et mangés ; la chair de l'animal doit être vidée de son sang et celui-ci doit être recouvert ; le sang, le suif et les entrailles du bétail sont interdits ; il est interdit d'abattre une bête et sa progéniture le même jour. Par ailleurs, en souvenir du patriarche Jacob, blessé à la hanche lors de son combat avec l'ange sur les rives du Jabbok, les enfants d'Israël ne mangent pas le « tendon de la hanche » (le nerf sciatique), qui doit donc être retiré après l'abattage.
Le corpus des lois de la shehita a donc été principalement oral avant d'être couché par écrit dans diverses compilations tannaïtiques, dont la Mishna et le Sifre, midrash visant à tirer les lois du Livre des Nombres et du Deutéronome. Il y est notamment enseigné qu’on peut déduire de « tu pourras tuer » qu'il n’y a qu’un seul et même rituel pour l'abattage, que son but soit saint (la présentation d'offrandes) ou profane (la consommation de viande) ; « de la manière que je t'ai prescrite » signifie que « Moïse avait reçu sur le mont Sinaï les lois de l'œsophage, de la trachée, la plus grande partie de l'une pour la volaille, la plus grande partie des deux pour le bétail ».
Ces lois sont couvertes et détaillées dans le traité Houlin. On y enseigne que tout Juif peut pratiquer la shehita, à l'exception d'un enfant, d'un idiot ou d'un sourd muet (les autorités médiévales et ultérieures seront plus restrictives sur ce point). Le déroulement de la shehita est résumé par les rabbins sous forme de cinq lois fondamentales, toutes transmises oralement à Moïse. Selon une opinion, la shehita ne s'appliquerait qu'au bétail et aux bêtes (c'est-à-dire les animaux non-domestiques) et ce sont les Sages qui l'auraient étendue ultérieurement à la volaille ; elle n'est pas nécessaire pour les poissons et les insectes (autorisés). Elle ne peut en tout cas se faire que sur des animaux sains et est invalidée si la vérification menée après l’abattage révèle la présence d'une lésion ou maladie qui aurait causé la mort de l'animal dans l'année. Elle n'est pas requise pour un bestiau découvert dans le ventre de sa mère après abattage, à condition qu'il « n'ait pas posé le pied sur le sol » (qu'il soit tout de suite considéré comme partie intégrante de sa mère et non comme un être indépendant).
Maintes fois commentées, ces lois sont codifiées au XIIe siècle par Moïse Maïmonide dans son Mishne Torah. C'est sur celui-ci que se fondent les auteurs de l'Arbaa Tourim et du Choulhan Aroukh, qui incluent les lois sur la shehita dans la première partie de la section Yore Dea.

## Rituel de lashehita

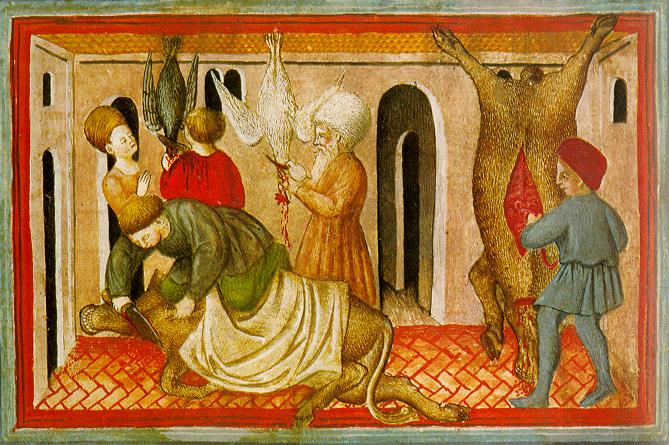
Shehita, Illustration XVe siècle.

### Leshohet
Le shohet doit être un individu hautement qualifié, dont la maîtrise des lois de la shehita et des treifot est attestée par un certificat (kabbala) délivré par une autorité rabbinique compétente devant laquelle il a réalisé trois shehitot. Il doit de plus revoir ces lois ainsi que d'éventuelles législations nouvelles à intervalle régulier (au moins une fois tous les trente jours).
Outre les limitations énoncées dans le Talmud, le shohet ne peut exercer si ses mains tremblent ou s'il est en état d'ébriété ; les autorités médiévales et ultérieures interdisent l'accès à la profession aux femmes ainsi qu'aux Juifs qui transgressent la halakha de manière volontaire.

### Le couteau d'abattage

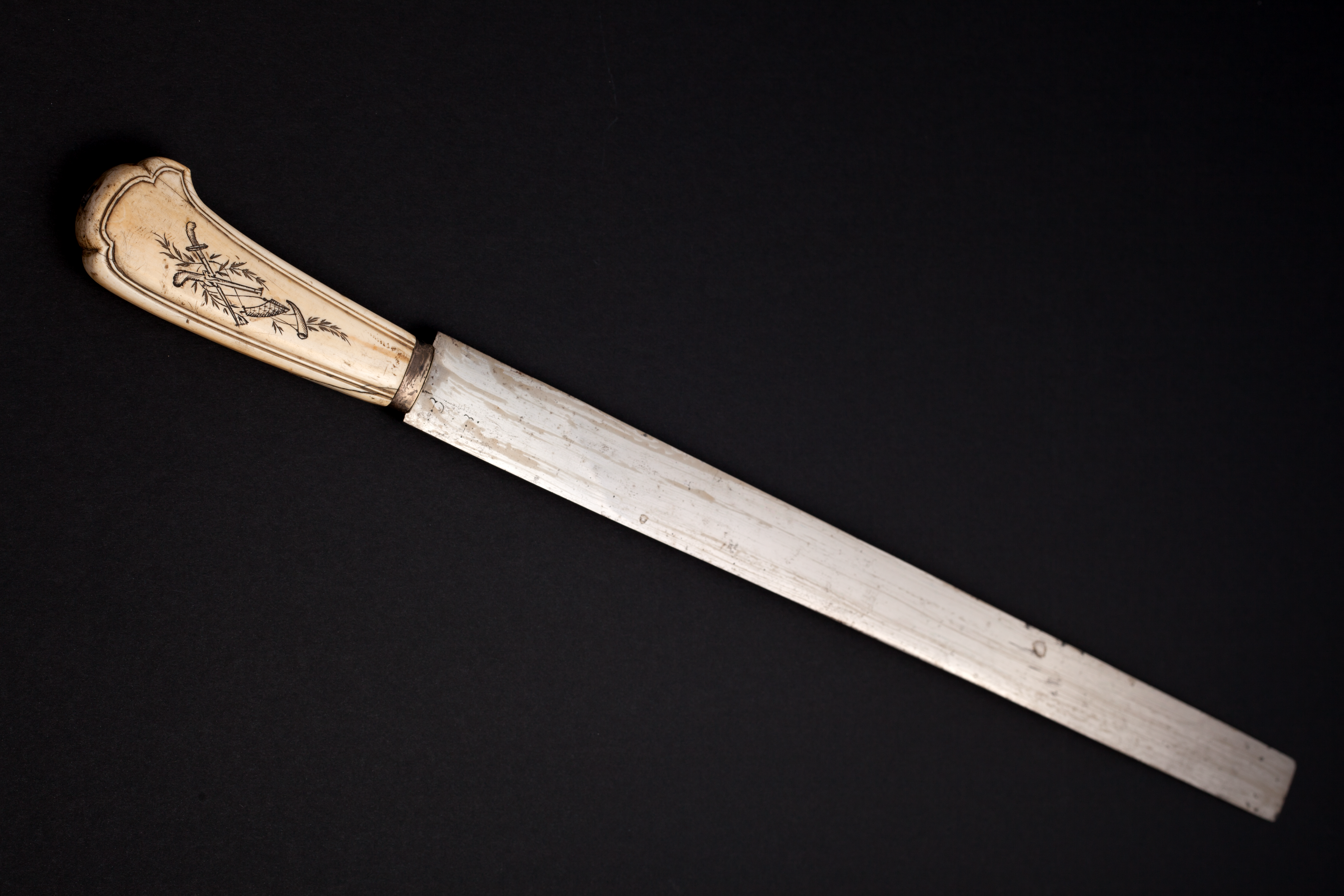
Ce hallaf, appartenant au musée juif de Suisse date du mi-XVIIIe siècle.

La shehita ne peut être faite qu'avec un couteau particulier, appelé hallaf ou sakin. Il doit répondre à certaines exigences au niveau de la dimension, du tranchant, de la texture, etc. et être susceptible d'être affiné et poli avec le niveau de netteté et de finesse requis pour la shehita.
Contrairement aux bêtes à abattre, présumées licites a priori, la lame du hallaf est présumée imparfaite et doit être vérifiée, selon le Talmud, avant chaque saignée. Le Choulhan Aroukh a voulu faire abolir cet usage, considérant la précaution inutile dès lors que tout shohet est forcément instruit dans les lois de la shehita, contrairement à l'époque du Talmud. Il s'est cependant perpétué jusqu'à nos jours.
Le couteau d'abattage a fait l'objet d'une controverse sévère entre Hassidim et Mitnagdim au XVIIIe siècle : les Hassidim voulaient introduire une nouvelle méthode de préparation du couteau, récusée par le Gaon de Vilna. Celui-ci édicta un herem (anathème) sur la shehita et la viande des Hassidim en 1772. L'interdit fut ultérieurement levé.

### L'abattage

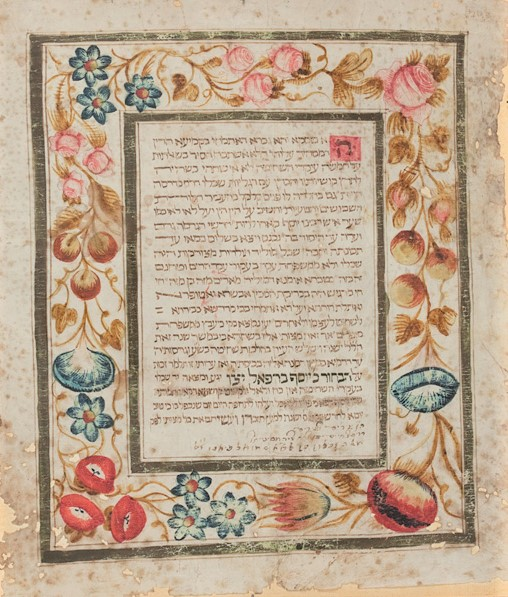
Permis d’abattage, Rome (1762), collection du musée juif de Suisse.

Après avoir vérifié son couteau et avant l'abattage, le shohet récite la bénédiction sur l'abattage (« Béni sois-tu … Qui nous as sanctifiés par Tes commandements et nous as ordonné l'abattage »). Dans le cas où de nombreux animaux doivent être abattus, une seule bénédiction suffit. Après la bénédiction, toute conversation sans rapport avec l'abattage est interdite.
L'acte d'abattage lui-même consiste à couper l'œsophage et la trachée de l'animal. Les deux conduits doivent être tranchés chez les bêtes et les bestiaux, un seul chez les oiseaux. L'abattage est licite s'ils sont presque totalement et non totalement coupés. Le shohet applique son couteau après avoir tendu la peau pour obtenir une incision franche et rapide. La shehita s'effectue en aval du larynx, en amont de la bifurcation de la trachée. L'incision se pratique au milieu du cou et ne comprend que les parties molles (les vertèbres cervicales ne doivent pas être touchées). Les vaisseaux doivent être percés des deux côtés du cou chez la volaille.
La shehita obéit à cinq principes fondamentaux, enseignés par les rabbins sous le nom d'erreurs à éviter :
- shehiya (שהייה, « retard ») : il ne peut y avoir aucune interruption au cours de l'abattage, le couteau devant effectuer un mouvement de va-et-vient jusqu'à ce que les organes soient tranchés[27] ;
- derassa (דרסה, « pression ») : lors de ce mouvement de va-et-vient, le couteau doit être posé doucement en travers de la gorge, sans pression de la part du shohet, y compris en appuyant du doigt sur la lame[28] ;
- 'halada (חלדה, « enfouissement ») : la lame du couteau doit être posée sur la gorge et être visible dans son entièreté au cours de la shehita[29] ;
- hagrama (הגרמה, « glissement ») : les limites dans lesquelles le couteau doit être inséré vont du grand anneau de la trachée au sommet du lobe supérieur des poumons lorsqu'ils sont gonflés ; il est interdit d'effectuer la jugulation hors de ce cadre ou de le dépasser[30] ;
- ʿikkour (עיקור, « arrachement ») : ni la trachée ni l'œsophage (ni les vaisseaux) ne peuvent être déchirés ou luxés au cours de la shehita[31].

Le manquement à l'une de ces cinq règles donne à la bête abattue le statut de nevela (charogne), sauf en cas de ʿikkour, car les œufs et le lait de telles bêtes demeurent consommables bien que la bête ne le soit plus.

### Suites de l'abattage

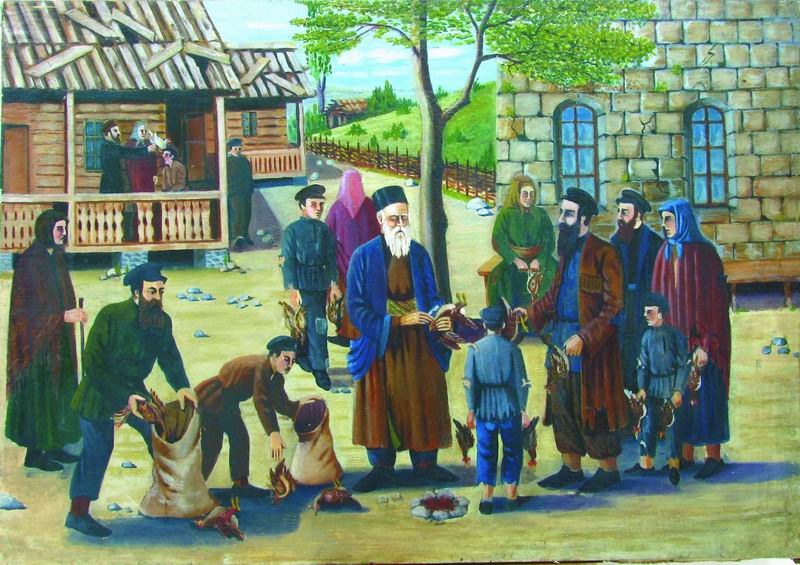
Abattage de poulets selon les lois religieuses par Shalom Koboshvili (1940)

Sitôt la shehita achevée, le shohet doit encore réaliser quelques actes nécessaires à la cacheroute de la viande, bien qu'il ne s'agisse plus de la shehita per se.

#### Bedikot
Le shohet doit effectuer :
- la bedikat simanim (hébreu : בדיקת סימנים « vérification des "signes" », c'est-à-dire l'œsophage et la trachée) afin de s'assurer qu'il a réalisé la shehita correctement, sans avoir enfreint aucune des cinq règles précitées[32], ce qui ferait de la bête une nevela (« charogne »).
- la bedikat treifot (hébreu : בדיקת טריפות), vérification de dix-huit tares couramment rencontrées rendant la bête treifa (« déchirée »). Comme les bêtes et bestiaux à abattre doivent être sans défaut externe et qu'ils sont considérés sains par défaut, seuls les poumons sont effectivement vérifiés à la recherche de grumeaux sanguins ou de perforations[1]. Les décisionnaires ashkénazes interdisent toute bête dont les poumons ne sont pas lisses (yiddish : גלאט glatt) tandis que les séfarades l'autorisent à la consommation si le poumon demeure étanche après en avoir ôté la ou les grumeaux[33]. Cette mesure de sévérité a donné son nom à la cacheroute glatt, plus rigoureuse qu'à l'ordinaire.

Historiquement, les bedikot étaient réalisées par le shohet qui avait procédé à l'abattage. Actuellement[Quand ?], elles sont laissées au soin d'un mashguiah (« superviseur ») de la cacheroute qui appose ensuite le hekhsher (certificat de cacheroute) sur les produits à destination du consommateur. Un rabbin se trouve également sur les lieux de l'abattage en cas de doute.

#### Nikkour

Coutumes des Juifs allemands à Schächten (1726)

Le nikkour consiste à retirer de l'animal les parties interdites à la consommation, après que les vérifications ont été effectuées. Il s'agit de certains organes, comme les reins et les intestins, des vaisseaux sanguins (au vu de la prohibition de manger du sang), du nerf sciatique et, pour le bétail, du suif (helev).
La procédure est longue et fastidieuse, particulièrement pour la partie postérieure de l'animal. L'apprentissage étant difficile et peu gratifiant (la viande acquérant souvent un aspect peu appétissant), la pratique du nikkour de la partie postérieure (nikkour ahoraïm) s'est progressivement perdue dans la plupart des communautés, de sorte que la partie postérieure de l'animal est souvent revendue sur le marché non-juif,.

#### Autres
Dans le cas des oiseaux et des animaux non-domestiques, le shohet doit recouvrir le sang répandu lors de la shehita avec de la terre ou des cendres, après avoir récité la bénédiction appropriée. À l'époque du Temple, il devait aussi prélever les parties revenant au cohen, à savoir l'épaule, les mâchoires et l'estomac.

## Aspects sociaux de lashehita
La shehita constitue l'un des piliers des sociétés juives traditionnelles (nombre de patronymes ashkénazes, comme Schächter, Schechter, Reznik, etc. en sont dérivés), elle seule leur permettant de garantir la conformité des viandes rouges et blanches aux normes de la Loi juive. Dès le XIIe siècle, certaines communautés espagnoles prélevaient un impôt volontaire pour financer le shohet et la shehita ; cet usage s'est ensuite répandu en Europe de l'est.
Actuellement, la shehita n'est pratiquée qu'à grande échelle, dans des abattoirs appartenant à des firmes de commercialisation de viande (certains revendent néanmoins une partie de leurs produits sur le marché non-juif,). Elle fait l'objet de contrôles stricts de la part des organismes rabbiniques, lesquels s'impliquent tant dans la formation des abatteurs que dans la bonne tenue des abattages.
En Israël, la shehita est supervisée par le Grand Rabbinat au service de l'État ; la cacheroute glatt est contrôlée par plusieurs sociétés privées ultra-orthodoxes. Il en est de même en France et ailleurs, où l'abattage « de base » est supervisé par l'organisme central (Consistoire central, National Council of Shechita Boards, etc.) et l'abattage glatt par des sociétés privées.

## Aspects légaux et controverses autour de lashehita
La shehita a été perçue, surtout à partir du XIXe siècle, époque à laquelle une importante partie des Juifs d'Europe occidentale se sont intégrés au tissu urbain, comme une méthode de mise à mort cruelle en contravention avec les droits des animaux. Elle suscite actuellement, avec d'autres formes d'abattage rituel, de nombreux débats à travers le monde, en dehors de l'État d'Israël.
Les instances juives se défendent de telles allégations (selon les sources juives traditionnelles, la shehita doit se conformer au respect et à l'absence de cruauté envers les animaux,, un principe majeur du judaïsme. Tza'ar ba'alei chayim, notamment, est un commandement juif interdisant d'infliger toute souffrance inutile à un animal) et insistent sur le fait que les principes cardinaux de la shehita visent à assurer à l'animal une mort rapide et sans souffrance, ainsi que l'auraient démontré des travaux,,,.
Cependant, d'autres enquêtes et travaux soutiennent soit que ces principes ne sont pas toujours transposables ou transposés à la pratique, soit que l'animal est vite rendu inconscient mais souffre inévitablement avec cette méthode. En France, une étude menée par l'INRA en 2009 parvient à la conclusion que « l'efficacité de l'abattage rituel en termes d'induction de l'inconscience dépend à la fois d'aspects techniques, équipement et sacrificateur [sic], et d'aspects liés à l'animal » ; elle suggère « d'appliquer un étourdissement après l'abattage rituel ».

### En Europe
Les premières voix en faveur de la suppression de la shehita se font entendre en 1864. Elles ne rencontrent aucun écho, en dehors du royaume de Saxe et de la Suisse, en 1866. Cependant, des enquêtes sont menées, notamment en Russie tsariste en 1876 ; le rapport du médecin Isaac Aleksandrovitch Dembo conclut à la nullité des critiques contre la shehita. Le collège vétérinaire de Suède en fait de même en 1920. Le premier projet de loi visant à abolir la shehita est déposé au parlement allemand en 1887 — il est rejeté à l'unanimité. La Norvège vote l'interdiction de la shehita sur son territoire en 1930. Elle est également actée en Allemagne en 1933 (cette ordonnance sera cassée en 1960), dès l'arrivée d'Hitler au pouvoir, puis en Suède et en Islande. Pour de nombreux Juifs, le caractère antisémite de ces mesures historiques ne fait aucun doute.
La shehita n'est pas conforme aux normes européennes d'abattage adoptées en 1979 par le Conseil de l'Europe : celles-ci comportent un étourdissement pre-mortem obligatoire dans le protocole d'abattage, lequel rend l'animal taref (interdit à la consommation) aux yeux de la Loi juive, quelle que soit la méthode utilisée. Le projet DIALREL mené en 2010 par la Commission européenne, sur base d'études néo-zélandaises menées en 2009 entre autres, réaffirme ces positions ; il conclut notamment que les méthodes de jugulation entraînent de nombreuses souffrances animales et qu'il ressort, de la comparaison entre toutes les méthodes d'abattage que l'étourdissement pre-mortem semble la méthode la plus à même de les atténuer.
Un amendement dans le projet de réglementation sur l'information des consommateurs sur la qualité des aliments a été voté en ce sens le 16 juin 2010 par le Parlement européen, prévoyant un système d'étiquetage indiquant si la bête a été ou non abattue selon les normes européennes. Les instances juives d'Angleterre ont fait remarquer l'effet potentiellement discriminatoire de cet amendement sur la shehita.
Actuellement[Quand ?], la directive 93/119/CE qui, bien que préconisant l'étourdissement pre-mortem, comporte aussi une mesure de dérogation en vertu de la liberté de culte, est appliquée de façon diverse dans les pays de l'Union européenne. En 2004 :
- La Suède et hors l'Union européenne, la Norvège, l'Islande et la Suisse (depuis l'acceptation d'une initiative populaire en 1893) exigent l'étourdissement pre-mortem, interdisant de facto l'abattage rituel. Ils permettent l'importation de viande rituellement abattue à l'étranger, à un prix plus élevé. La Suisse restreint cette autorisation à la seule communauté israélite.
- L'Allemagne, le Royaume-Uni et les Pays-Bas ont jusqu'à présent toléré la pratique. Cependant, des organismes consultatifs gouvernementaux dont le Farm Animal Welfare Council et des ONG parmi lesquelles Compassion in World Farming s'étant vivement prononcées contre l'abattage rituel, cette exemption est remise en cause en Angleterre[62].
- Au Danemark, en Finlande et dans certaines provinces d'Autriche, l'abattage est suivi d'un étourdissement post-égorgement[51],[63],[64].
- En France[65] et en Belgique, l'abattage rituel est autorisé et réglementé.
- L'Espagne, l'Irlande et l'Italie appliquent la directive 93/119/CE sans débat public (l'Espagne n'autorise cependant que l'abattage des ovins et interdit celui des bovins)[66].
- Aux Pays-Bas, en juin 2011, les représentants des communautés juives et musulmanes néerlandaises ont demandé aux députés de ne pas adopter une loi obligeant l'étourdissement préalable des animaux abattus, en invoquant des motifs religieux[67].

Le 17 décembre 2020, la Cour de justice de l’Union européenne estime que l’étourdissement préalable d’un animal lors de son abattage peut être imposé dans l’Union européenne sans qu’il nie pour autant la liberté des cultes et les rites traditionnels juifs et musulmans, légalisant ainsi un décret flamand de 2017 ayant pour effet d’interdire l’abattage d’animaux selon les rites traditionnels juif et musulman. La Cour a conclu que « les mesures que comporte le décret permettent d’assurer un juste équilibre entre l’importance attachée au bien-être animal et la liberté des croyants juifs et musulmans de manifester leur religion ». Elle ajoute que « le décret n’interdit ni entrave la mise en circulation de produits d’origine animale provenant d’animaux qui ont été abattus rituellement lorsque ces produits sont originaires d’un autre État membre ou d’un État tiers ». Le président du Comité de coordination des organisations juives de Belgique (CCOJB), Yohan Benizri, a vu dans l’arrêt de la CJUE « un déni de démocratie ».

### Hors Europe

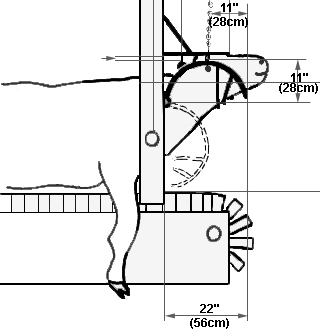
Méthode de contention et d'abattage de l'animal proposé par Temple Grandin en 1996.

#### Aux États-Unis
Les États-Unis sont l'un des pays possédant une législation qui protège l'abattage rituel : la liberté de culte est défendue par le Premier Amendement et le Humane Slaughter Act (en) (également en vigueur au Canada) définit l'abattage rituel comme l'une des deux méthodes humaines d'abattage. Cependant, un arrêt de 1958 interdit de restreindre l'animal de quelque façon que ce soit avant de l'avoir étourdi, ce qui pose les mêmes problèmes à la shehita qu'en Europe.
Temple Grandin, professeur en zootechnie de l'université du Colorado et militante pour le bien-être des animaux, a conçu plusieurs techniques de contention en accord avec le Human Slaughter Act et en collaboration avec le Committee on Jewish Law and Standards (en) (organe législatif du judaïsme conservatif). Celui-ci a voté en 2000 l'adoption des méthodes de Grandin et le rejet des entraves.
L'organe de supervision pour l'abattage rituel réalisé selon le rite juif orthodoxe demeure cependant l'Union orthodoxe.
Lorsque la People for the Ethical Treatment of Animals diffuse en 2005 des images d'un abattoir glatt kosher, où l'on voit notamment des bovins demeurant conscients pendant plusieurs minutes après avoir été abattus selon les règles, les procédés de cet abattoir sont vivement critiqués par le CJLS et Temple Grandin (cette dernière souligne toutefois que la shehita se montre généralement supérieure à d'autres méthodes d'abattage et que ce sont les méthodes de cet abattoir – et lui seul – qui font l'objet de ses critiques) mais ils sont défendus par l'OU (qui insiste néanmoins pour que des efforts soient réalisés dans le sens de la PETA).

#### Autres
La Nouvelle-Zélande a décidé d'interdire la shehita sur son territoire, à la suite d'études menées en 2009 qui concluent que la technique de la shehita ne réduisait pas la douleur animale. Les conclusions de ces études ont été rejetées par le professeur Temple Grandin car, selon elle, le protocole utilisé par les auteurs ne serait pas celui des abattages rituels.